# Waltersteig
Waltersteig ist ein Gemeindeteil von Eurasburg im oberbayerischen Landkreis Bad Tölz-Wolfratshausen. Die Einöde liegt circa zwei Kilometer südöstlich von Eurasburg.
Waltersteig wurde im Jahr 1978 als Teil der ehemals selbständigen Gemeinde Herrnhausen zu Eurasburg eingemeindet.

## Baudenkmäler
Siehe: Liste der Baudenkmäler in Waltersteig